# جو قاولد

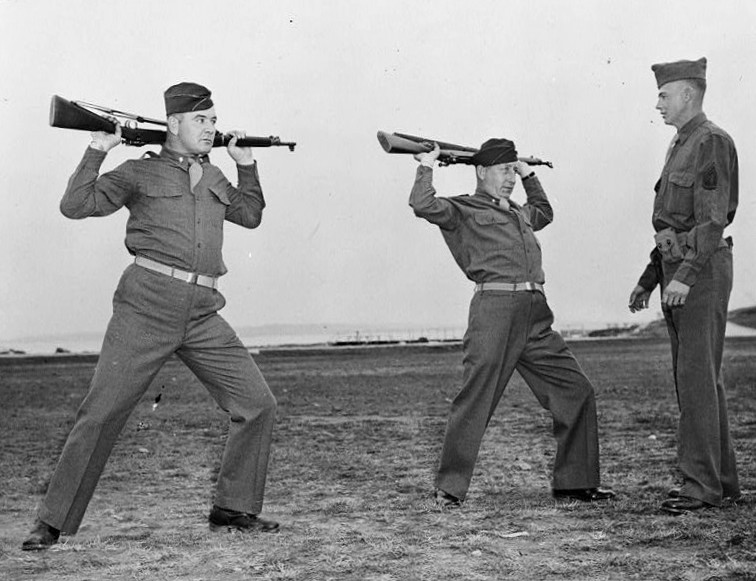
برادوك (إلى اليسار) وغولد (في الوسط) خلال تدريبهما كضابطين في مدرسة تدريب ضباط فيلق النقل الساحلي الأطلسي في فورت سلُوكَم، نيويورك.

جو قاولد (بالإنجليزية: Joe Gould) هو مدرب ملاكمة أمريكي، ولد في 13 أغسطس 1896، وتوفي في 21 أبريل 1950 بسبب ابيضاض الدم.